# 红芽大戟属
红芽大戟属（学名：Knoxia）是茜草科下的一个属，为直立草本或亚灌木植物。该属共有约20种，分布于热带。亚洲和大洋洲均有分布。